# Herrarnas sprint i längdskidåkning vid olympiska vinterspelen 2006
Herrarnas sprint i de olympiska vinterspelen 2006 hölls vid Pragelato i Italien den 22 februari 2006.

## Medaljörer
| Spel   | Guld               | Silver                   | Brons                       |
| Sprint | Björn Lind Sverige | Roddy Darragon Frankrike | Thobias Fredriksson Sverige |

## Resultat

### Kval
| Placering | Namn                 | Land       | Tid     | Noteringar |
| --------- | -------------------- | ---------- | ------- | ---------- |
| 1         | Björn Lind           | Sverige    | 2:13,53 | Q          |
| 2         | Andrew Newell        | USA        | 2:14,79 | Q          |
| 3         | Johan Kjølstad       | Norge      | 2:15,11 | Q          |
| 4         | Vasilij Rotjev       | Ryssland   | 2:16,19 | Q          |
| 5         | Cristian Zorzi       | Italien    | 2:16,23 | Q          |
| 6         | Mikael Östberg       | Sverige    | 2:16,24 | Q          |
| 7         | Trond Iversen        | Norge      | 2:16,25 | Q          |
| 8         | Loris Frasnelli      | Italien    | 2:16,30 | Q          |
| 9         | Peter Larsson        | Sverige    | 2:16,62 | Q          |
| 10        | Roddy Darragon       | Frankrike  | 2:16,76 | Q          |
| 11        | Renato Pasini        | Italien    | 2:16,87 | Q          |
| 12        | Ola Vigen Hattestad  | Norge      | 2:17,26 | Q          |
| 13        | Yuichi Onda          | Japan      | 2:17,53 | Q          |
| 14        | Anti Saarepuu        | Estland    | 2:17:75 | Q          |
| 15        | Tor Arne Hetland     | Norge      | 2:17,91 | Q          |
| 16        | Chris Cook           | USA        | 2:18,46 | Q          |
| 17        | Freddy Schwienbacher | Italien    | 2:18,59 | Q          |
| 18        | Yevgeniy Koschevoy   | Kazakstan  | 2:18,88 | Q          |
| 19        | Thobias Fredriksson  | Sverige    | 2:18,90 | Q          |
| 20        | Martin Koukal        | Tjeckien   | 2:19,39 | Q          |
| 21        | Dušan Kožíšek        | Tjeckien   | 2:19,64 | Q          |
| 22        | Keijo Kurttila       | Finland    | 2:19,94 | Q          |
| 23        | Janusz Krężelok      | Polen      | 2:20,04 | Q          |
| 24        | Harald Wurm          | Österrike  | 2:20,11 | Q          |
| 25        | Martin Stockinger    | Österrike  | 2:20,18 | Q          |
| 26        | Lauri Pyykönen       | Finland    | 2:20,21 | Q          |
| 27        | Ivan Alypov          | Ryssland   | 2:20,21 | Q          |
| 28        | Sergej Novikov       | Ryssland   | 2:20,29 | Q          |
| 29        | Lefteris Fafalis     | Grekland   | 2:20,33 | Q          |
| 30        | Christoph Eigenmann  | Schweiz    | 2:20,46 | Q          |
| 31        | Drew Goldsack        | Kanada     | 2:20,62 |            |
| 32        | Sean Crooks          | Kanada     | 2:20,70 |            |
| 33        | Maciej Kreczmer      | Polen      | 2:20,83 |            |
| 34        | Pavel Korostelev     | Ryssland   | 2:21,00 |            |
| 35        | Nikolay Chebotko     | Kazakstan  | 2:21,23 |            |
| 36        | Torin Koos           | USA        | 2:21,47 |            |
| 37        | Devon Kershaw        | Kanada     | 2:21,49 |            |
| 38        | Peeter Kümmel        | Estland    | 2:21,60 |            |
| 39        | Nejc Brodar          | Slovenien  | 2:21,94 |            |
| 40        | Ivan Bilosyuk        | Ukraina    | 2:21,97 |            |
| 41        | Priit Narusk         | Estland    | 2:22,19 |            |
| 42        | Vitaly Martsyv       | Ukraina    | 2:22,30 |            |
| 43        | Shunsuke Komamura    | Japan      | 2:22,38 |            |
| 44        | Zoltan Tagscherer    | Ungern     | 2:22,69 |            |
| 45        | Jevgenij Safonov     | Kazakstan  | 2:22,99 |            |
| 46        | Lars Flora           | USA        | 2:23,02 |            |
| 47        | Phil Widmer          | Kanada     | 2:23,79 |            |
| 48        | Zhang Chengye        | Kina       | 2:24,18 |            |
| 49        | Martin Otcenas       | Slovakien  | 2:24,77 |            |
| 50        | Olegs Maluhins       | Lettland   | 2:24,88 |            |
| 51        | Paul Murray          | Australien | 2:25,29 |            |
| 52        | Alexander Lasutkin   | Belarus    | 2:25,79 |            |
| 53        | Tian Ye              | Kina       | 2:25,85 |            |
| 54        | Aivar Rehemaa        | Estland    | 2:26,09 |            |
| 55        | Sergey Cherepanov    | Kazakstan  | 2:26,48 |            |
| 56        | Joze Mehle           | Slovenien  | 2:27,02 |            |
| 57        | Oliver Kraas         | Sydafrika  | 2:27,68 |            |
| 58        | Zhang Qing           | Kina       | 2:27,90 |            |
| 59        | Aleksej Novoselkij   | Litauen    | 2:28,04 |            |
| 60        | Damir Jurcevic       | Kroatien   | 2:28,21 |            |
| 61        | Sami Jauhojärvi      | Finland    | 2:28,42 |            |
| 62        | Mikhail Gumenyak     | Ukraina    | 2:28,72 |            |
| 63        | Park Byung Joo       | Sydkorea   | 2:28,85 |            |
| 64        | Muhammet Kızılarslan | Turkiet    | 2:28,94 |            |
| 65        | Zsolt Antal          | Rumänien   | 2:29,40 |            |
| 66        | Olexandr Putsko      | Ukraina    | 2:30,99 |            |
| 67        | Sabahattin Oglago    | Turkiet    | 2:31,10 |            |
| 68        | Valts Eiduks         | Lettland   | 2:31,25 |            |
| 69        | Mihai Galiceanu      | Rumänien   | 2:31,43 |            |
| 70        | Chen Haibin          | Kina       | 2:32,01 |            |
| 71        | Ivan Bariakov        | Bulgarien  | 2:32,18 |            |
| 72        | Intas Spalvins       | Lettland   | 2:32,26 |            |
| 73        | Denis Klobucar       | Kroatien   | 2:33,10 |            |
| 74        | Olegs Andrejevs      | Lettland   | 2:33,23 |            |
| 75        | Alen Abramovic       | Kroatien   | 2:34,61 |            |
| 76        | Jung Eui Myung       | Sydkorea   | 2:35,39 |            |
| 77        | Ilie Bria            | Moldavien  | 2:42,30 |            |
| 78        | Bahadur Gupta        | Indien     | 2:43,30 |            |
| 79        | Hovhannes Sargsyan   | Armenien   | 2:47,68 |            |
| 80        | Edmond Khachatryan   | Armenien   | 2:49,98 |            |

### Kvartsfinaler
Kvartsfinal 1
| Placering | Seed | Idrottare                 | Resultat | Noteringar |
| --------- | ---- | ------------------------- | -------- | ---------- |
| 1         | 1    | Björn Lind (SWE)          | 2:21,5   | Q          |
| 2         | 10   | Roddy Darragon (FRA)      | 2:21,9   | Q          |
| 3         | 20   | Martin Koukal (CZE)       | 2:23,5   |            |
| 4         | 11   | Renato Pasini (ITA)       | 2:23,7   |            |
| 5         | 21   | Dušan Kožíšek (CZE)       | 2:24,5   |            |
| 6         | 30   | Christoph Eigenmann (SUI) | 2:25,6   |            |

Kvartsfinal 2
| Placering | Seed | Idrottare                  | Resultat | Noteringar |
| --------- | ---- | -------------------------- | -------- | ---------- |
| 1         | 17   | Freddy Schwienbacher (ITA) | 2:20,4   | Q          |
| 2         | 14   | Anti Saarepuu (EST)        | 2:20,7   | Q          |
| 3         | 4    | Vasilij Rotjev (RUS)       | 2:22,0   |            |
| 4         | 7    | Trond Iversen (NOR)        | 2:22,5   |            |
| 5         | 24   | Harald Wurm (AUT)          | 2:23,4   |            |
| 6         | 27   | Ivan Alypov (RUS)          | 2:24,7   |            |

Kvartsfinal 3
| Placering | Seed | Idrottare               | Resultat | Noteringar |
| --------- | ---- | ----------------------- | -------- | ---------- |
| 1         | 5    | Cristian Zorzi (ITA)    | 2:25,9   | Q          |
| 2         | 15   | Tor Arne Hetland (NOR)  | 2:26,1   | Q          |
| 3         | 6    | Mikael Östberg (SWE)    | 2:26,7   |            |
| 4         | 25   | Martin Stockinger (AUT) | 2:27,1   |            |
| 5         | 16   | Chris Cook (USA)        | 2:27,9   |            |
| 6         | 26   | Lauri Pyykönen (FIN)    | 2:28,1   |            |

Kvartsfinal 4
| Placering | Seed | Idrottare                 | Resultat | Noteringar |
| --------- | ---- | ------------------------- | -------- | ---------- |
| 1         | 12   | Ola Vigen Hattestad (NOR) | 2:23,1   | Q          |
| 2         | 19   | Thobias Fredriksson (SWE) | 2:23,2   | Q          |
| 3         | 9    | Peter Larsson (SWE)       | 2:23,3   |            |
| 4         | 2    | Andrew Newell (USA)       | 2:24,3   |            |
| 5         | 22   | Keijo Kurttila (FIN)      | 2:25,1   |            |
| 6         | 29   | Lefteris Fafalis (GRE)    | 2:26,7   |            |

Kvartsfinal 5
| Placering | Seed | Idrottare                | Resultat | Noteringar |
| --------- | ---- | ------------------------ | -------- | ---------- |
| 1         | 3    | Johan Kjølstad (NOR)     | 2:20,2   | Q          |
| 2         | 8    | Loris Frasnelli (ITA)    | 2:20,4   | Q          |
| 3         | 18   | Yevgeniy Koschevoy (KAZ) | 2:20,7   |            |
| 4         | 23   | Janusz Krężelok (POL)    | 2:21,6   |            |
| 5         | 28   | Sergej Novikov (RUS)     | 2:21,9   |            |
| 6         | 13   | Yuichi Onda (JPN)        | 2:22,3   |            |

### Semifinaler
Semifinal 1
| Placering | Seed | Idrottare                  | Resultat | Noteringar |
| --------- | ---- | -------------------------- | -------- | ---------- |
| 1         | 1    | Björn Lind (SWE)           | 2:19,6   | Q          |
| 2         | 10   | Roddy Darragon (FRA)       | 2:19,9   | Q          |
| 3         | 17   | Freddy Schwienbacher (ITA) | 2:22,8   |            |
| 4         | 14   | Anti Saarepuu (EST)        | 2:34,8   |            |
| 5         | 15   | Tor Arne Hetland (NOR)     | 2:43,2   |            |

Semifinal 2
| Placering | Seed | Idrottare                 | Resultat | Noteringar |
| --------- | ---- | ------------------------- | -------- | ---------- |
| 1         | 19   | Thobias Fredriksson (SWE) | 2:25,9   | Q          |
| 2         | 5    | Cristian Zorzi (ITA)      | 2:26,1   | Q          |
| 3         | 8    | Loris Frasnelli (ITA)     | 2:26,8   |            |
| 4         | 3    | Johan Kjølstad (NOR)      | 2:27,1   |            |
| 5         | 12   | Ola Vigen Hattestad (NOR) | 2:29,0   |            |

### Final
Final A
| Placering | Seed | Idrottare                 | Resultat |
| --------- | ---- | ------------------------- | -------- |
|           | 1    | Björn Lind (SWE)          | 2:26,5   |
|           | 10   | Roddy Darragon (FRA)      | 2:27,1   |
|           | 19   | Thobias Fredriksson (SWE) | 2:27,8   |
| 4         | 5    | Cristian Zorzi (ITA)      | 2:31,7   |

Final B
| Placering | Seed | Idrottare                  | Resultat |
| --------- | ---- | -------------------------- | -------- |
| 1         | 17   | Freddy Schwienbacher (ITA) | 2:23,9   |
| 2         | 8    | Loris Frasnelli (ITA)      | 2:25,2   |
| 3         | 3    | Johan Kjølstad (NOR)       | 2:25,6   |
| 4         | 14   | Anti Saarepuu (EST)        | 2:27,9   |